# Básně (tom wierszy Josefa Václava Sládka)
Básně (Poezje) – tomik wierszy czeskiego poety Josefa Václava Sládka, opublikowany w 1875 jako pierwsza pozycja książkowa w dorobku poety. Poeta zadedykował tom pamięci jego pierwszej żony (Památce mé drahé věrné ženy Emilie. Obiit XIX. Augusti a. MDCCCLXXIV.) Zbiór zawiera między innymi wiersze napisane w czasie podróży do Ameryki, którą poeta odbył w latach 1868-1870. Do najbardziej znanych należy utwór Na hrobech indianských.